# 福建臺灣按司獄
福建台灣按司獄設置於1888年台灣建省後，為此階段台灣清治時期的主要地方官員之一。台灣按司獄受台灣巡撫及台灣道所管轄，負責獄政及司法行政部分。1895年，台灣被清朝割讓給日本之後，該官職被撤銷。而歷任台灣按司獄分別是：陳時寶、王守誠、唐步雲。